# Johann Philipp Jakob Nepomuk von und zu Eltz

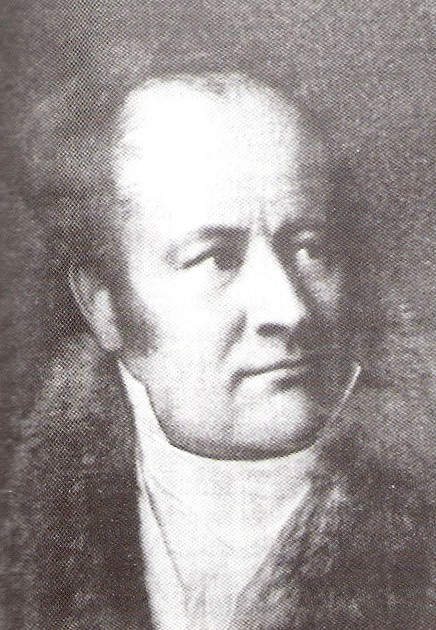
Jacob von und zu Eltz gen. Faust von Stromberg

Johann Philipp Jakob Nepomuk Graf und Edler Herr von und zu Eltz gen. Faust von Stromberg (* 5. Mai 1779 in Mainz; † 22. April 1844 in Pest) war ein nassauischer Graf und Präsident der Herrenbank (der ersten Kammer) der Landstände des Herzogtums Nassau.
Jacob von und zu Eltz war der Sohn des Grafen Hugo Philipp von und zu Eltz gen. Faust von Stromberg (1742–1818) und dessen Frau Sophie von Boos zu Waldeck und Montfort (1744–1834). Er war mit Maria Anna Freiin Wambolt von Umstadt (1796–1852) verheiratet. Aus der Ehe gingen zwei Kinder hervor:
- Hugo Philipp Graf von Eltz genannt Faust von Stromberg (1817–1848)
- Karl Graf von Eltz gen. Faust von Stromberg (1823–1900)

1825 bis 1832 und 1839 bis 1845 gehörte Jacob von und zu Eltz der ersten Kammer der nassauischen Landstände an und war dort 1825 bis 1832 und 1839 bis 1842 Präsident.